# Ajsa
Az Ajsa magyar eredetű női név, jelentése: ajak. Más feltételezés szerint a név török eredetű, és jelentése: barázdabillegető (madár).

## Rokon nevek
Aisa, Aisah

## Gyakorisága
Az újszülötteknek adott nevek körében az 1990-es években szórványosan fordult elő. A 2000-es és a 2010-es években sem szerepelt a 100 leggyakrabban adott női név között.
A teljes népességre vonatkozóan az Ajsa sem a 2000-es, sem a 2010-es években nem szerepelt a 100 leggyakrabban viselt női név között.

## Névnapok
április 25., november 15.